# Huajuapan de León
Huajuapan de León – miasto w Meksyku, w stanie Oaxaca.